# Bokorlakó méh
A bokorlakó méh (Apis andreniformis) a rovarok (Insecta) osztályának a hártyásszárnyúak (Hymenoptera) rendjébe, ezen belül a méhfélék (Apidae) családjába tartozó faj.

## Előfordulása
Elterjedési területe Thaiföld, Malajzia, Szumátra, Jáva, Borneó, Vietnám, Észak-India, Kína, ahol 1000 méteres magasságban is megtalálható.

## Rendszertani besorolása
Korábban a törpe méh (Apis florea) alfajaként írták le.

## Megjelenése
A potroh színe alapvetően sötét, világos vagy enyhén barnás csíkokkal - ami a törpe méhnél ragyogó narancssárga illetve téglavörös. Még kisebb termetű mint a törpe méh. A szárnyindexe viszont nagyobb mint 6, így kétszer akkora mint a törpe méhé és még az indiai méhnél is nagyobb.

## Életmódja
Fészkét szabadon a fák és a bokrok ágaira építi. A fészek alakja és a fiasítás nevelése hasonlít a törpe méhéhez. Jelentős különbség a mézes sejtek helyzetében van. A bokorlakó méh mézes sejtjei vízszintesek vagy aláhajolnak, ezért vastagabb viaszfallal és sejtfedéllel készülnek, s nem hizlaltak, azaz nem magasítottak.
A zavarásra agresszív, tömegesen támad és a lépet is könnyen elhagyhatja. Februárban a fészek a talajtól 1-3 méterre található, júliusban 6-10 méter magasan a fákon épül. A méhanyák peterakása kevéssé ismert, de tudható, hogy magtarisznyája körülbelül 1 millió hímivarsejtet tartalmazhat, amiből nagyszámú párzásra következtethetünk. A herék csak, körülbelül 100 000 spermiumot termelnek (ami igen kevésnek számít).